# Савостин, Борис Александрович
Бори́с Алекса́ндрович Саво́стин (16 ноября 1936, Тула, Московская область, РСФСР, СССР — 5 сентября 2001) — советский велогонщик, выступавший на треке. Участник летних Олимпийских игр 1956 года. Мастер спорта СССР (1955).

## Биография
Родился 16 ноября 1936 года в Туле.
В 1956 году стал победителем летней Спартакиады народов СССР в гите на 1000 метров с результатом 1 минута 11,3 секунды.
В том же году дважды обыграл рекордсмена мира в гите итальянца Леандро Фаджина в матчах с велогонщиками Италии и Великобритании в Ленинграде и Москве.
В 1956 году вошёл в состав сборной СССР на летних Олимпийских играх в Мельбурне. В гите на 1000 метров занял 5-е место с результатом 1.12,3, уступив 9 десятых завоевавшему золото Фаджину. Как рассказывал велогонщик Эдуард Гусев, Савостин на секунду задержался на старте.
В 1958 году стал чемпионом СССР в гите на 1000 метров.
В 1959 году, окончив институт, начал работать в тульском Центральном конструкторском бюро № 14. Трудился под руководством Николая Макарова. За 39 лет прошёл путь от инженера до начальника отдела. Был заслуженным ветераном труда КБП.
Был председателем федерации велоспорта Тульской области.
Награждён орденом Трудового Красного Знамени.
Умер 5 сентября 2001 года после тяжёлой болезни.